# Avenue Yves-du-Manoir
L'avenue Yves-du-Manoir est une voie située dans le quartier des Ternes du 17e arrondissement de Paris.

## Situation et accès
L'avenue Yves-du-Manoir est une voie privée située dans la villa des Ternes qui débute au 11 bis, avenue de Verzy et se termine au 19, avenue des Pavillons.
L'avenue Yves-du-Manoir est desservie à proximité par la ligne 1 à la station Porte Maillot.

## Origine du nom

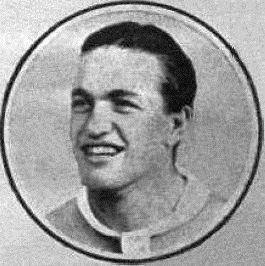
Yves du Manoir, en 1925.

Elle porte le nom d'Yves du Manoir (1904-1928) international de rugby, aviateur polytechnicien français.

## Historique
Cette voie est créée dans le cadre de l'aménagement de la villa des Ternes sous le nom d'« avenue du Bois » avant d'être rebaptisée en 1929 « avenue Yves-du-Manoir » sur décision des riverains.